# Четырёхрогая антилопа
Четырёхрогая антилопа (лат. Tetracerus quadricornis) — индийская антилопа, единственный вид полорогих, имеющий не два, а четыре рога.

## Описание
Это довольно небольшая антилопа, высота тела которой составляет всего 60 см, а вес около 20 кг. Её шерсть коричневого цвета, за исключением живота, на котором она белая. Рога растут только у самцов. Задняя пара достигает длины 10 см, в то время как оба передних рога значительно меньше и в отдельных случаях почти не видны. Иногда они могут однако достигать 4 см. Четырёхрогие антилопы — крайне пугливые животные и живут скрытно в джунглях Индии и Непала. Они ведут одиночный образ жизни и питаются травами.
Несмотря на то, что передние рога довольно малы, четырёхрогая антилопа весьма популярна среди собирателей трофеев. Кроме того, её мясо считается вкусным. Из-за охоты на неё и, прежде всего, из-за уничтожения её среды обитания, общая численность четырёхрогой антилопы упала до 10 тысяч особей. В Непале этот вид находится перед угрозой полного исчезновения. Бо́льшая часть четырёхрогих антилоп живут сегодня в национальном парке Гир, в индийском штате Гуджарат. В Индии они находятся под строгой охраной государства.

## Галерея

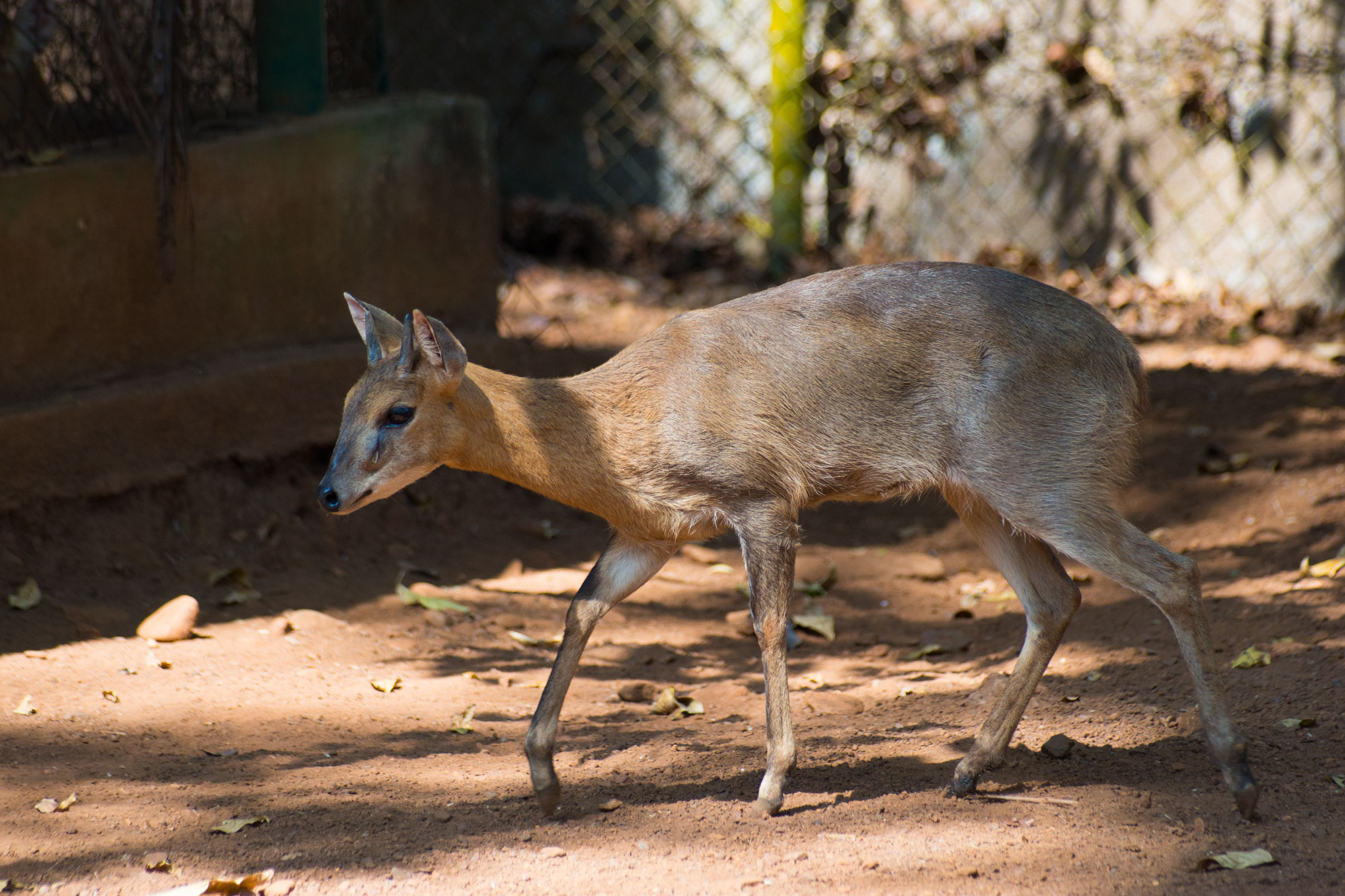
Четырехрогая антилопа в зоопарке Бондла (Гоа, Индия)
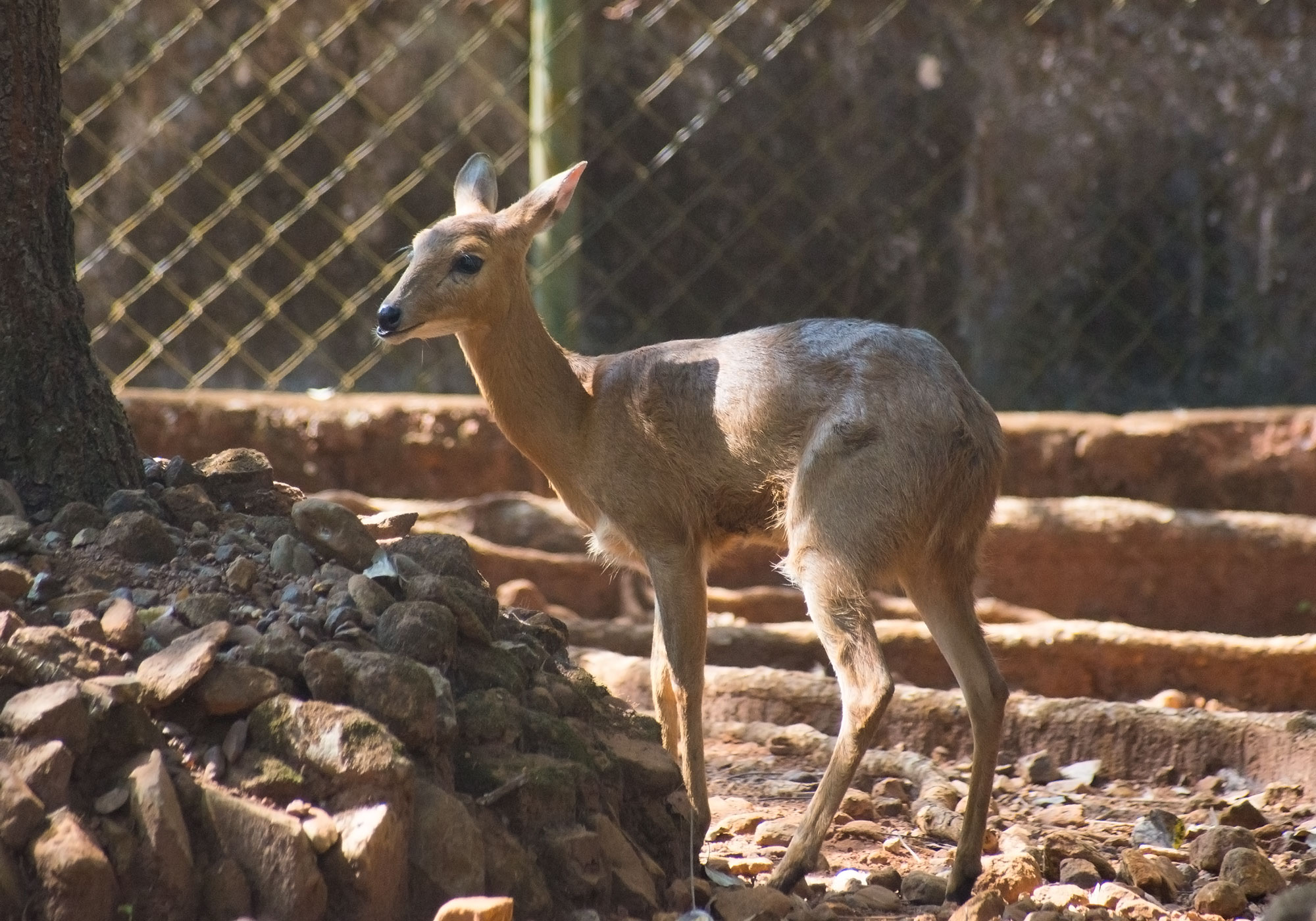
Четырехрогая антилопа в зоопарке Бондла (Гоа, Индия)
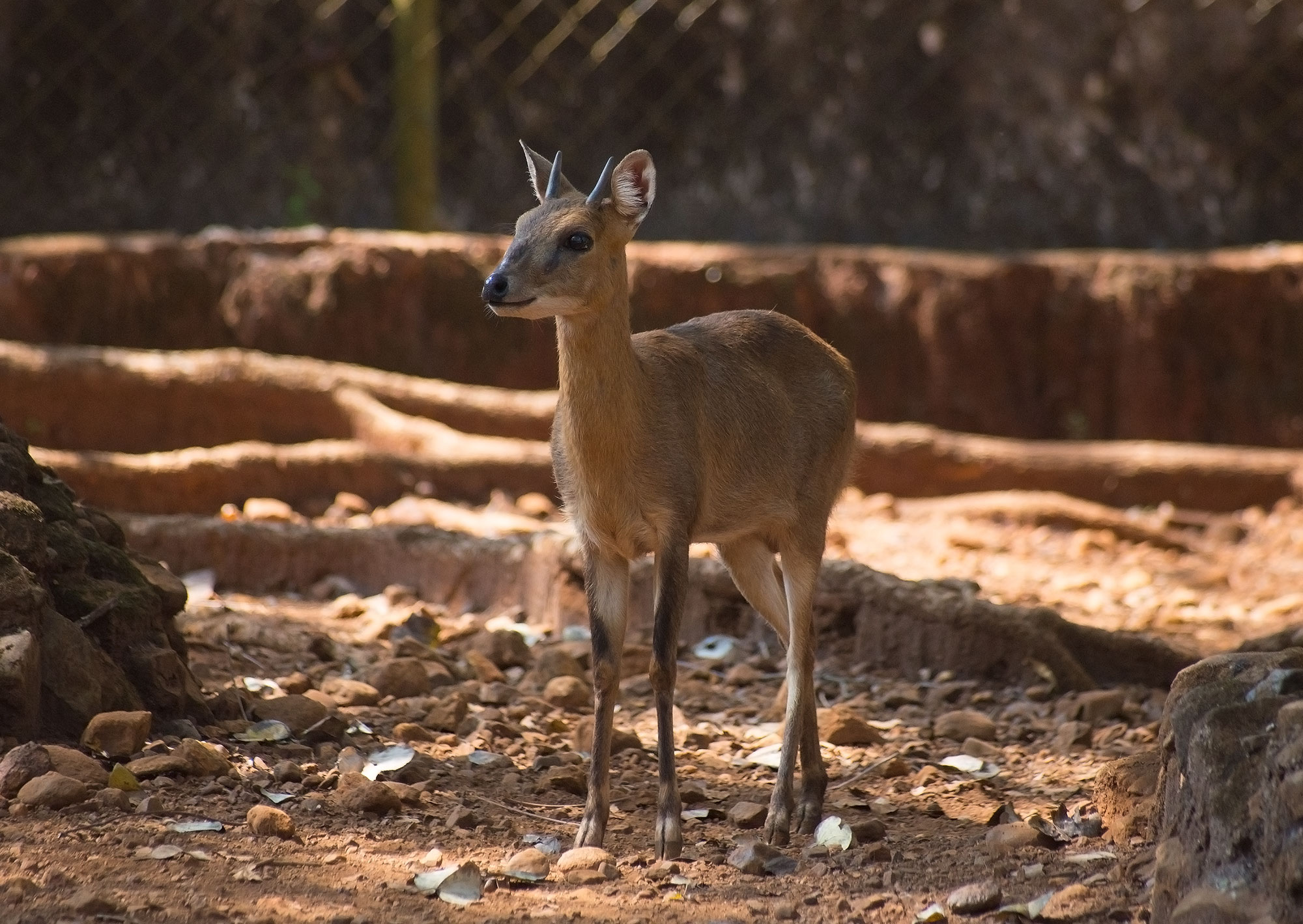
Четырехрогая антилопа в зоопарке Бондла (Гоа, Индия)
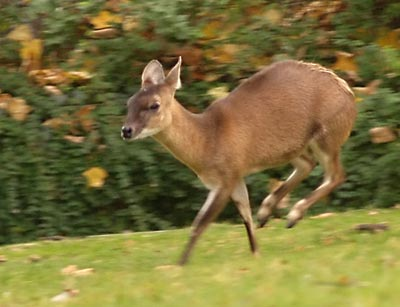
Самка